# Piernas de oro
El piernas de oro es una película de comedia, deporte y aventura mexicana de 1958, escrita y dirigida por Alejandro Galindo, y protagonizada por Antonio Espino «Clavillazo» y Teresa Velázquez. En la cual destaca la participación especial de la actriz y cantante María de Lourdes. El argumento y la secuencia de la película sobre la competición ciclística son similares y/o diferentes a los de la también película deportiva, El campeón ciclista (1956), de Germán Valdés «Tin-Tan», Sonia Furió y Kitty de Hoyos.

## Trama
En una carrera de bicicletas, Clavillazo vence a Esteban quien siempre había sido el campeón municipal.
El Coronel García ordena que formen una cuarteta con Clavillazo, Esteban y otros, para correr en la
vuelta al centro de la República en donde Esteban intentará que Clavillazo tenga que abandonar la carrera.

## Reparto
- Antonio Espino y Mora como Clavillazo Tachuela «El Piernas de Oro»
- Teresa Velázquez como Teresa
- Marco de Carlo como Esteban
- Óscar Pulido como Domingo Murrieta, presidente municipal
- Luis Aragón como Don Melchor
- Fidel Ángel Espino como Othon Márquez, entrenador
- Antonio Tanus como Otto Mercedez Benz, ciclista alemán
- Víctor Manuel Castro
- Huntz Mercedez Benz, ciclista alemán (as Manuel Castro Arozamena)
- Alfonso Zayas
- Julián García como Padre Pablo
- José Muñoz como Señor Cansino
- Eduardo Charpenel
- Bruno Márquez como Juez
- Manuel Vargas M.
- Oswaldo Fernández
- Leopoldo "Polo" Ortin como Ciclista
- Arturo Cobo como Ciclista francés
- Salvador Saldívar
- Francisco Quiles
- José Loza como Ciclista
- José Wilhelmy como Ciclista francés
- Armando Acosta Hombre en restaurante (no acreditado)
- Gregorio Acosta como Hombre que busca a Clavillazo (no acreditado)
- Daniel Arroyo como Espectador (no acreditado)
- Victorio Blanco como Empleado de hotel (no acreditado)
- Alfonso Carti como Policía (no acreditado)
- Jorge Chesterking como Espectador (no acreditado)
- María de Lourdes como Cantante (no acreditada)
- Enedina Díaz de León como Cocinera (no acreditado)
- Vicente Lara como Hombre en restaurante (no acreditado)
- Cecilia Leger como Pueblerina (no acreditada)
- Pedro «Mago» Septién como Narrador (no acreditado)
- Rubén Márquez como Periodista (no acreditado)
- Guillermo Ramírez como Hombre que busca a Clavillazo (no acreditado)
- Paula Rendón (no acreditado)
- Carlos Robles Gil como Hombre en restaurante (no acreditado)
- Manuel Tamés hijo como Campesino (no acreditado)